# Typografische Zeichen in XML und HTML
Dieser Artikel erläutert, wie typografische Gepflogenheiten mittels Entitäten in den Auszeichnungssprachen HTML und XML umgesetzt werden können.

## Anführungszeichen
Üblicherweise werden Anführungszeichen in drei Fällen angewendet:
1. zur Darstellung wörtlicher Rede
2. zum Bezug auf das Wort statt die damit gemeinte Sache
3. zur Hervorhebung von Ironie

Unüblich hingegen ist es, Betonungen oder Titel von Büchern, Liedern etc. durch Anführungszeichen darzustellen. Hierfür sollte eine betonte Darstellung verwendet werden (siehe unten).
Bei der Anwendung von Anführungszeichen werden häufig Fehler gemacht. Hier eine Auflistung der korrekten Verwendung verschiedener Anführungszeichen. Leerzeichen sind im Ergebnis der Übersicht halber mit „␣“ hervorgehoben.
| Bezeichnung                                                       | Beispiel                            | Ergebnis    |
| ----------------------------------------------------------------- | ----------------------------------- | ----------- |
| Anführungszeichen (Deutschland, Österreich)                       | &bdquo;Beispiel&ldquo;              | „Beispiel“  |
| Anführungszeichen (englisch)                                      | &lsquo;example&rsquo;               | ‘example’   |
| Einfache Anführungszeichen (Deutschland, Österreich)              | &sbquo;Beispiel&lsquo;              | ‚Beispiel‘  |
| Doppelte Anführungszeichen (englisch, im Amerikanischen Standard) | &ldquo;example&rdquo;               | “example”   |
| Guillemets (deutsch)                                              | &raquo;Beispiel&laquo;              | »Beispiel«  |
| Guillemets (französisch)                                          | &laquo;&nbsp;exemple&nbsp;&raquo;   | «␣exemple␣» |
| Guillemets (schweizerisch)                                        | &laquo;Beispiel&raquo;              | «Beispiel»  |
| Einfache Guillemets (deutsch)                                     | &rsaquo;Beispiel&lsaquo;            | ›Beispiel‹  |
| Einfache Guillemets (französisch)                                 | &lsaquo;&nbsp;exemple&nbsp;&rsaquo; | ‹␣exemple␣› |
| Einfache Guillemets (schweizerisch)                               | &lsaquo;Beispiel&rsaquo;            | ‹Beispiel›  |

Einfache Anführungszeichen werden normalerweise nur innerhalb bereits in Anführungszeichen stehender Bereiche verwendet.
Anführungszeichen werden für Zitate verwendet oder um einzelne Wörter als ironisch zu markieren. Sie werden jedoch nicht zur Betonung verwendet. Auch dies wird oft falsch gemacht. Zur Betonung eignen sich stattdessen die Elemente em und strong.
Die korrekte Verwendung von Anführungszeichen wird von CSS2 durch die quotes-Eigenschaft unterstützt, welche aber nur von aktuellen Browsern ausgewertet wird.

## Striche
Auch Striche werden oft verwechselt. Insbesondere wird der Bindestrich, der sich auf der deutschen Tastatur links neben der rechten Umschalttaste befindet, für alle möglichen Striche missbraucht.
| Bezeichnung                        | Beispiel                      | Ergebnis        |
| ---------------------------------- | ----------------------------- | --------------- |
| Bindestrich, Trennstrich (deutsch) | H-Milch                       | H-Milch         |
| Gedankenstrich (deutsch)           | Wort1&nbsp;&ndash; Wort2      | Wort1 – Wort2   |
| Gedankenstrich (US englisch)       | word1&mdash;word2             | word1—word2     |
| Gedankenstrich (russisch)          | Слово1&nbsp;&mdash; Слово2    | Слово1 — Слово2 |
| Streckenstrich (deutsch)           | Kiel&ndash;Berlin             | Kiel–Berlin     |
| Gegen-Strich (deutsch)             | Schalke&nbsp;&ndash;&nbsp;HSV | Schalke – HSV   |
| Bis-Strich (deutsch und englisch)  | 1979&ndash;2010               | 1979–2010       |
| Strich bei Währungsangaben         | 42,&ndash;&nbsp;EUR           | 42,– EUR        |

Der deutsche Gedankenstrich (Halbgeviertstrich) lässt sich – bei Verwendung der richtigen Kodierung – unter Windows auch durch Eingabe von 0150 auf dem Ziffernblock bei gedrückter Alt-Taste erzeugen, unter macOS durch gleichzeitiges Drücken der Wahltaste und der Bindestrich-Taste. Bei vielen MS-Windows-Programmen funktioniert auch die Kombination Strg-Taste und „–“ vom Ziffernblock.
Bei nicht-proportionalen Schriftarten, zum Beispiel Courier oder bei alten Schreibmaschinen, empfehlen Typografen, Leerzeichen um den Bis-Strich zu setzen.

## Leerzeichen
Häufig will man einen Umbruch durch ein Leerzeichen vermeiden. So sieht es meist nicht gut aus, wenn in mehrteiligen Abkürzungen ein Zeilenumbruch erfolgt. Daher verwendet man hier das geschützte Leerzeichen.
Statt des normalen geschützten Leerzeichens (&nbsp;) wäre in den folgenden Beispielen teilweise ein schmales geschütztes Leerzeichen (&#x202F;) treffender, wird aber von vielen Browsern noch nicht unterstützt. Auch mit dem &minus; (&#8722;) haben manche Browser Probleme, sodass dafür fast immer der Bindestrich verwendet wird.
| Bezeichnung                              | Beispiel | Ergebnis                              |
| ---------------------------------------- | --- | ------------------------------------- |
| Abkürzungen                              | z.&nbsp;B. | z. B.                                 |
| Maßangaben                               | 100&nbsp;km, 98 % | 100 km, 98 %                          |
| Rechenzeichen                            | &minus;2&nbsp;+&nbsp;5&nbsp;&middot;&nbsp;1&nbsp;=&nbsp;6&nbsp;:&nbsp;2 &minus;2&nbsp;+&nbsp;5&nbsp;&times;&nbsp;1&nbsp;=&nbsp;6&nbsp;&divide;&nbsp;2 | −2 + 5 · 1 = 6 : 2 −2 + 5 × 1 = 6 ÷ 2 |
| Zahlen                                   | 1&nbsp;234,567&nbsp;89 | 1 234,567 89                          |
| Versionsnummern Abkürzungen, Paragraphen | CSS&nbsp;2, XHTML&nbsp;2.0 S.&nbsp;48: §&nbsp;11 Abs.&nbsp;9                                                                                          | CSS 2, XHTML 2.0 S. 48: § 11 Abs. 9   |

Für mehrteilige Abkürzungen eignen sich jedoch auch Formatierungen mit CSS, die einen direkten Einfluss auf den Zeilenumbruch von Abkürzungen und die Breite des Leerzeichens haben. Beispielsweise lässt sich das abbr-Element global formatieren. Im aktuellen Internet Explorer funktioniert dies zwar nicht, wird dort jedoch anders als die Verwendung von &thinsp; nicht als störend empfunden. Zudem lässt sich so die Bedeutung einer Abkürzung über das title-Attribut hinterlegen und ggf. formatieren.
Beispiel: <abbr title="zum Beispiel" style="white-space:nowrap; word-spacing:-0.1em;">z. B.</abbr> ergibt z. B.
Einen vergleichbaren Effekt kann man auch für Maßangaben in Verbindung mit span erzielen.

## Auslassungspunkte
Auslassungspunkte (…) werden mit der Entitätenreferenz &hellip; (&#8230;) dargestellt. Vor ihr steht ein Leerzeichen, wenn das vorhergehende Wort beendet wurde. Wird nur ein Teilwort (z. B. „Teilw…“) abgetrennt, so steht davor hingegen kein Leerzeichen.
Die Auslassungspunkte lassen sich unter Windows durch Eingabe von „0 1 3 3“ auf dem Ziffernblock bei gedrückter Alt-Taste und unter macOS durch die Tastenkombination Alt-Taste + . erzeugen.